# Dübener Straße 31–35 (Delitzsch)
Das Haus in der Dübener Straße 31–35 ist ein denkmalgeschütztes Fabrikgebäude in Delitzsch, Sachsen. Das Hauptgebäude, die Fassaden der Werksgebäude und das Heizhaus sowie Teile der Einfriedung an der Ludwig-Jahn-Straße stehen unter Denkmalschutz. Die um 1930 entstandenen Gebäude sind „[e]ines der wenigen erhaltenen Zeugnisse für Architektur der Bauhauszeit in Delitzsch, […] ortsgeschichtlich und baugeschichtlich von Bedeutung.“ In dem Gebäude befindet sich die Delitzscher Schokoladenfabrik (vormals Gebr. Böhme), ein deutscher Schokoproduktehersteller.